# Santa Olalla de Aguayo
Santa Olalla de Aguayo es una localidad del municipio de San Miguel de Aguayo (Cantabria, España). En el año 2024 contaba con una población de 14 habitantes (INE). La localidad está situada a 784 metros de altitud sobre el nivel del mar, y a 2,5 kilómetros de la capital municipal, San Miguel de Aguayo.

## Paisaje y naturaleza
Santa Olalla es una pequeña aldea cercana al pueblo de Santa María, con quien se relaciona por completo. Remitimos al análisis del entorno que allí hacemos en lo que se refiere a la calidad del bosque autóctono.
Desde aquí, mejor que desde San Miguel y el mismo Santa María, accedemos a través de una pista forestal al embalse de Alsa, al que, no obstante, se llega mejor por carretera desde Bárcena de Pie de Concha. El paisaje se muestra en su mayor parte desprotegido de arbolado, aunque es rico en sotobosque y matorral, por lo menos en lo que respecta a la falda del pico Ano y a la zona de Matahoz y el hito de la Pendía. Sólo se conserva algún rodal de haya, mezclado con las repoblaciones de Pinus Radiata realizadas hace algunas décadas por las laderas del flanco oriental del embalse. La presa embalsa 22,90 hm³, aportados en su mayor parte por el río Torina. La presa mide casi cincuenta metros de altura y 190 de longitud en su coronación. Su función es la producción de energía eléctrica en la central que se ubica en las inmediaciones de Bárcena de Pie de Concha. Hace poros años se construyó el espectacular depósito elevado del Mediajo, casi en la cumbre de Ano, para mejora del aprovechamiento hidroeléctrico de Alsa.

## Patrimonio Histórico

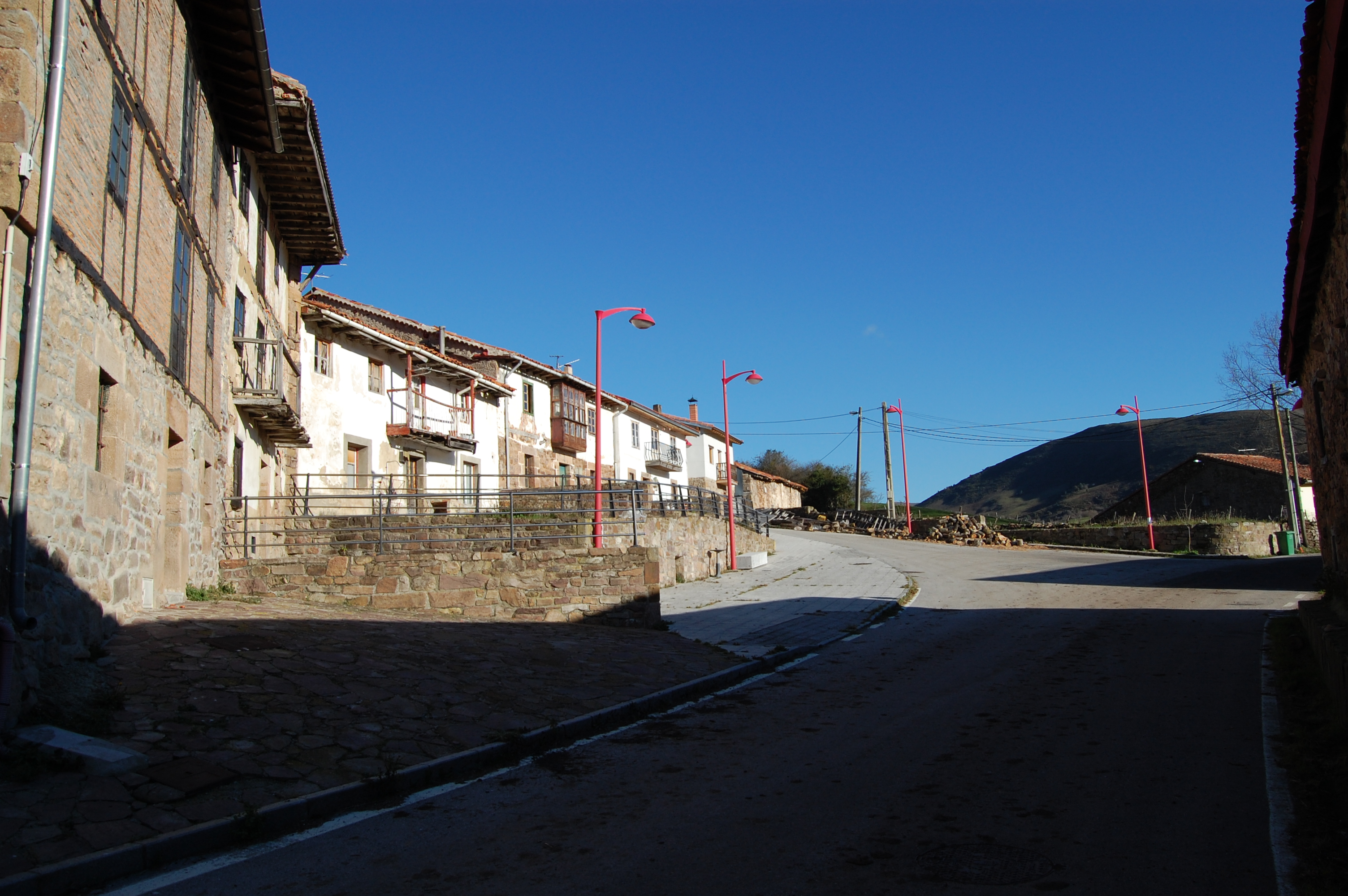
Santa Olalla de Aguayo

La iglesia de Santa Olalla o santa Eulalia se sitúa un poco elevada sobre el escaso caserío. Es edificio del siglo XVI, muy sencillo, de una sola nave y cabecera recta cubierta con bóveda estrellada que al exterior apuntalan dos gruesos contrafuertes oblicuos y escalonados. La espadaña es sencilla, de dos troneras y remates de tipo herreriano. A la fachada sur se adosan una sacristía y el pórtico. En el interior, los retablos son de estilo barroco, en algún caso con imaginería de interés.